# Spicara alta
Spicara alta es una especie de peces de la familia Centracanthidae en el orden de los Perciformes.

## Morfología
• Los machos pueden llegar alcanzar los 30 cm de longitud total.

## Distribución geográfica
Se encuentra desde Dakar (Senegal) hasta el sur de Angola. También en Mauritania.